# ハチエモン村
『ハチエモン村』（はちえもんむら）は、関西テレビ放送で2003年10月14日～2004年2月10日まで、毎週火曜日の19:54-20:00に放送されていたアニメ番組。関西テレビ放送開局45周年記念番組でもある。

## 概要
関西テレビのマスコットキャラクターのハチエモンが、村人の悩みを解決しようとするが、いつもまったく解決にならないで村人に「口ばっかり」とぼやかれるオチとなっていた。
出演するキャラクターはすべてハチエモンだが、主役の「ハチエモンくん」以外は動物等にアレンジされたキャラクターで、それぞれが別人格となっている。
オープニング曲とエンディング曲は木村恭子が担当。
声優は、岡田照幸（主役の「ハチエモンくん」を担当）とさゆり以外はすべて関西テレビの局アナウンサーが担当していた。
2004年2月10日で放送は終了となったが、翌週からは再放送が放送された。
番組表上は6分間の番組だが、本編はオープニング曲10秒、本体1分40秒、エンディング曲10秒の合計2分という短さだった。

## 放送リスト
| 話 | サブタイトル                     | 放送日                                | キャスト |
| -- | -------------------------------- | ------------------------------------- | --- |
| 1  | 不眠症のニワトリ                 | 2003年10月14日                        | 岡田照幸、関純子、桑原征平 |
| 2  | アイドルをめざすウサギ           | 2003年10月21日                        | 岡田照幸、桑原征平、藤本景子、豊田康雄、大橋雄介、 岡安譲、若田部克彦                                                              |
| 3  | ウマとペガサスのダイエット       | 2003年10月28日                        | 岡田照幸、毛利八郎、岡本栄 |
| 4  | ゾウとリスの恋                   | 2003年11月4日                         | 岡田照幸、山田恭弘、片山三喜子 |
| 5  | パンダのパン屋さん               | 2003年11月11日                        | 岡田照幸、山本浩之、藤本景子、豊田康雄、大橋雄介、 岡安譲                                                                          |
| 6  | つよくなりたいコアラとカンガルー | 2003年12月2日 2004年2月17日（再放送） | 岡田照幸、山本浩之、村西利恵、大橋雄介、杉本なつみ、 中島優子、梅田淳                                                              |
| 7  | ペンギンのハワイ旅行             | 2003年12月9日 2004年2月24日（再放送） | 岡田照幸、馬場鉄志、村西利恵、杉山一雄                                                                                             |
| 8  | 海の音楽隊                       | 2003年12月16日 2004年3月2日（再放送） | 岡田照幸、馬場鉄志、大橋雄介、石巻ゆうすけ、杉本なつみ、 さゆり                                                                    |
| 9  | 牛の牛乳屋さん                   | 2004年1月13日 2004年3月9日（再放送）  | 岡田照幸、関純子、若田部克彦、毛利八郎                                                                                             |
| 10 | キツネとタヌキのマジックショー   | 2004年1月20日                         | 岡田照幸、桑原征平、山本浩之、豊田康雄、若田部克彦、 山田恭弘、林弘典、さゆり                                                      |
| 11 | 村長さんのオヤジギャグ           | 2004年1月27日                         | 岡田照幸、杉山一雄、豊田康雄、岡安譲、若田部克彦、 梅田淳                                                                          |
| 12 | うそつきになったみんな           | 2004年2月3日                          | 岡田照幸、関純子、桑原征平、杉山一雄、豊田康雄、 大橋雄介、岡安譲、若田部克彦、石巻ゆうすけ、杉本なつみ、 中島優子、梅田淳、林弘典 |
| 13 | のど自慢大会                     | 2004年2月10日                         | 岡田照幸、馬場鉄志、杉山一雄、山本浩之、豊田康雄、 若田部克彦、山田泰弘、石巻ゆうすけ、中島優子、梅田淳                            |

## DVD
- 『永久保存版? カンテーレ ハチエモンCM集』に第1話と第12話が収録されている。
- 『カンテーレ　ハチエモンスペシャル』には7話収録されている。